# Айенугба, Деле
Бамиделе Мэтью Айенугба (англ. Bamidele Mathew Aiyenugba; 20 ноября 1983, Джос, Нигерия) — нигерийский футболист, вратарь.
Начал профессиональную карьеру в клубе «Квара Старз», затем перешёл в стан «Эньимбы». В составе которой стал четырёхкратным чемпионом Нигерии, серебряным призёром чемпионата Нигерии, обладателем Кубка и Суперкубка Нигерии, дважды победителем Лиги чемпионов КАФ и дважды обладателем Суперкубка КАФ. Летом 2007 года перешёл в израильскую команду «Бней Иегуда», дойдя вместе с командой до финала Кубка Израиля и завоевал бронзовые медали чемпионата Израиля.
Выступал за юношескую сборную Нигерии до 17 лет, затем за молодёжные сборные до 20 лет и до 23 лет. В национальной сборной Нигерии дебютировал в 2005 году. Айенугба был в заявке на Кубок африканских наций 2006, 2008 и 2010, а также на чемпионат мира 2010. Всего за сборную Нигерии он провёл 16 матчей, зачастую являясь запасным вратарём.

## Биография

### Клубная карьера
Футбольную карьеру начал в клубе «Квара Старз» из города Илорин, играл там с 1999 по 2000 год. После чего перешёл в команду «Эньимба», где играл на протяжении 5 сезонов. В составе команды четырежды становился чемпионом Нигерии (2002, 2003, 2005, 2007), единожды серебряным призёром чемпионата Нигерии (2004), обладателем Кубка Нигерии 2005 и обладателем Суперкубка Нигерии 2003. Также Деле становился победителем клубных африканских турниров: дважды победителем Лиги чемпионов КАФ (2003 и 2004) и дважды обладателем Суперкубка КАФ (2004, 2005)
Летом 2007 года перешёл в израильский клуб «Бней Иегуда», заменив своего соотечественника Винсента Эньеаму, который ушёл в тель-авивский «Хапоэль». В новой команде Айенугба взял себе 1 номер. В сезоне 2008/09 «Бней Иегуда» заняла 5-е место в чемпионате Израиля и получила право участвовать в Лиге Европы. 2 июля 2009 года дебютировал в еврокубках, в первом раунде Лиги Европы против азербайджанского «Симурга» (0:1). В ответной встрече израильтяне также выиграли (3:0) и прошли в следующий раунд. Затем клуб успешно прошёл латвийский «Динабург» (5:0 по сумме двух матчей) и португальский «Пасуш де Феррейра» (2:0 по сумме двух матчей). В раунд плей-офф «Бней Иегуда» уступила нидерландскому ПСВ (2:0 по сумме двух матчей) и покинула турнир. Айенугба сыграл во всех 8 матчах.
В следующем сезоне 2009/10 «Бней Иегуда» в чемпионате заняла 4 место и получила право играть в Лиге Европы. В Кубке Израиля 2009/10 «Бней Иегуда» дошла до финала, где уступила «Хапоэлю» из Тель-Авива (3:1). На 25-й минуте Деле пропустил гол от Гиля Вермута, в конце первого тайма Айенугба получил красную карточку, и в ворота его команды был назначен пенальти, который успешно реализовал вратарь соперника Винсент Эньеама. В конце мая 2010 года подписал с клубом новый двухлетний контракт. В первом раунде Лиги Европы команда прошла армянский «Улисс» (1:0 по сумме двух матчей), а затем уступила ирландскому «Шемрок Роверс» (2:1 по сумме двух матчей) и вылетела из турнира. Деле Айенугба принял участие во всех 4 играх.
В сезоне 2010/11 «Бней Иегуда» повторила свой прошлогодний результат, заняв 4 место и вновь получила право представлять Израиль в Лиге Европы. В первом раунде команда обыграла андорранскую «Сан-Жулиа» (4:0 по сумме двух матчей), а затем уступила шведскому «Хельсингборгу» (3:1 по сумме двух матчей) и покинула соревнование. Айенугба вновь защищал ворота «Бней Иегуды» во всех 4 матчах.
В сезоне 2011/12 вместе с командой стал бронзовым призёром чемпионата Израиля, уступив лишь по разнице забитых и пропущенных голов серебряному призёру — «Хапоэлю» из Тель-Авива. «Бней Иегуда» начала выступления в Лиге Европы со 2-го раунда, где обыграла армянский «Ширак» по сумме двух матчей (3:0). В следующем раунде команда проиграла греческому ПАОКу по сумме двух матчей (6:1). Айенугба на этом турнире сыграл в 4 матчах.
Сезон 2013/14 был менее успешным, чем предыдущие для клуба Деле Айенугбы: «Бней Иегуда» заняла последнее 14 место в чемпионате и вылетела в Лигу Леумит.

### Карьера в сборной
В составе юношеской сборной Нигерии до 17 лет провёл 17 матчей, в молодёжной сборной до 20 лет сыграл в 11 играх. В сборной Нигерии до 23 лет принял участие в 5 встречах.
В национальной сборной Нигерии дебютировал 16 ноября 2005 года в товарищеском матче против Румынии (3:0). Главный тренер сборной Нигерии Августин Эгуавон вызвал Айенугба на Кубок африканских наций 2008, который прошёл в Египте. Деле был заявлен под 23 номером. На турнире он был третьим вратарём после Эньеамы и Эджиде. Сборная Нигерия по итогам турнира заняла 3-е место. Во время турнира Деле был ограблен на сумму в 2,5 тысячи долларов США.
На следующий Кубок африканских наций 2008 в Гане он также попал в состав сборной. В составе Нигерии на Кубке африканских наций 2010 вновь стал бронзовым призёром турнира. Айенугба также вошёл в состав сборной Нигерии на чемпионат мира 2010 в Южно-Африканской Республике, однако на турнире он также не сыграл. 8 октября 2011 года провёл свой последний матч в составе сборной Нигерии в рамках квалификации на Кубок африканских наций 2012 против Гвинеи (2:2).
Всего за сборную Нигерии провёл 16 матчей, зачастую исполняя роль запасного вратаря.

## Достижения

### «Эньимба»
- Чемпион Нигерии (4): 2002, 2003, 2005, 2007
- Серебряный призёр чемпионата Нигерии (1): 2004
- Обладатель Кубка Нигерии (1): 2005
- Обладатель Суперкубка Нигерии (1): 2003
- Победитель Лиги чемпионов КАФ (2): 2003, 2004
- Победитель Суперкубка КАФ (2): 2004, 2005

### «Бней Иегуда»
- Бронзовый призёр чемпионата Израиля (1): 2011/12
- Финалист Кубка Израиля (1): 2009/10

### Нигерия
- Бронзовый призёр Кубка африканских наций (2): 2006, 2008

## Статистика
| Сезон                  | Команда                | Чемпионат              | Чемпионат | Чемпионат | Кубок         | Кубок | Кубок | Еврокубки   | Еврокубки | Еврокубки | Всего | Всего |
| Сезон                  | Команда                | Турнир                 | Матчи     | Голы      | Турнир        | Матчи | Голы  | Турнир      | Матчи     | Голы      | Матчи | Голы  |
| ---------------------- | ---------------------- | ---------------------- | --------- | --------- | ------------- | ----- | ----- | ----------- | --------- | --------- | ----- | ----- |
| 2007/08                | Бней Иегуда            | Чемпионат Израиля      | 28        | −?        | Кубок Израиля | ?     | −?    | —           | —         | —         | 28    | −?    |
| 2008/09                | Бней Иегуда            | Чемпионат Израиля      | 33        | −?        | Кубок Израиля | ?     | −?    | —           | —         | —         | 33    | −?    |
| 2009/10                | Бней Иегуда            | Чемпионат Израиля      | 29        | −22       | Кубок Израиля | ?     | −?    | Лига Европы | 8         | −2        | 27    | −24   |
| 2010/11                | Бней Иегуда            | Чемпионат Израиля      | 34        | −?        | Кубок Израиля | ?     | −?    | Лига Европы | 4         | −2        | 38    | −?    |
| 2011/12                | Бней Иегуда            | Чемпионат Израиля      | 36        | −?        | Кубок Израиля | ?     | −?    | Лига Европы | 4         | −3        | 40    | −?    |
| 2012/13                | Бней Иегуда            | Чемпионат Израиля      | 36        | −40       | Кубок Израиля | ?     | −?    | Лига Европы | 4         | −6        | 40    | −46   |
| 2013/14                | Бней Иегуда            | Чемпионат Израиля      | 33        | −45       | Кубок Израиля | 0     | 0     | —           | —         | —         | 33    | −45   |
| 2014/15                | Бней Иегуда            | Лига Леумит            | 34        | −?        | Кубок Израиля | 1     | −2    | —           | —         | —         | 35    | −?    |
| 2015/16                | Бней Иегуда            | Чемпионат Израиля      | 31        | −40       | Кубок Израиля | 4     | −8    | —           | —         | —         | 35    | −48   |
| Всего за «Бней Иегуда» | Всего за «Бней Иегуда» | Всего за «Бней Иегуда» | 294       | −?        | —             | ?     | −?    | —           | 20        | −13       | 314   | −?    |
| Всего за карьеру       | Всего за карьеру       | Всего за карьеру       | 294       | −?        | —             | ?     | −?    | —           | 20        | −13       | 314   | −?    |